# Bódy József
Bódy József (Zagyvapálfalva, 1922. március 2. – Budapest, 1985. december 22.) magyar operaénekes (basszus).

## Életpályája
Tanulmányait a budapesti Zeneművészeti Főiskolán dr. Székelyhidy Ferenc tanítványaként végezte. 1943-tól a Magyar Állami Operaház énekkarának tagja volt. 1950-től 1952-ig a Szegedi Nemzeti Színház operatársulatához tartozott. Az Operaházban 1952-ben, Sparafucile szerepében debütált, Verdi Rigoletto című operájában. 1965–1966-ban Svájcban vendégszerepelt, Bernben, Zürichben, Genfben. 1966–1968 között a berni opera tagja volt. Kiváló magyar nóta énekes volt. Nótázását számos hanglemez felvétel őrzi. Védett sírja az Óbudai temetőben található.

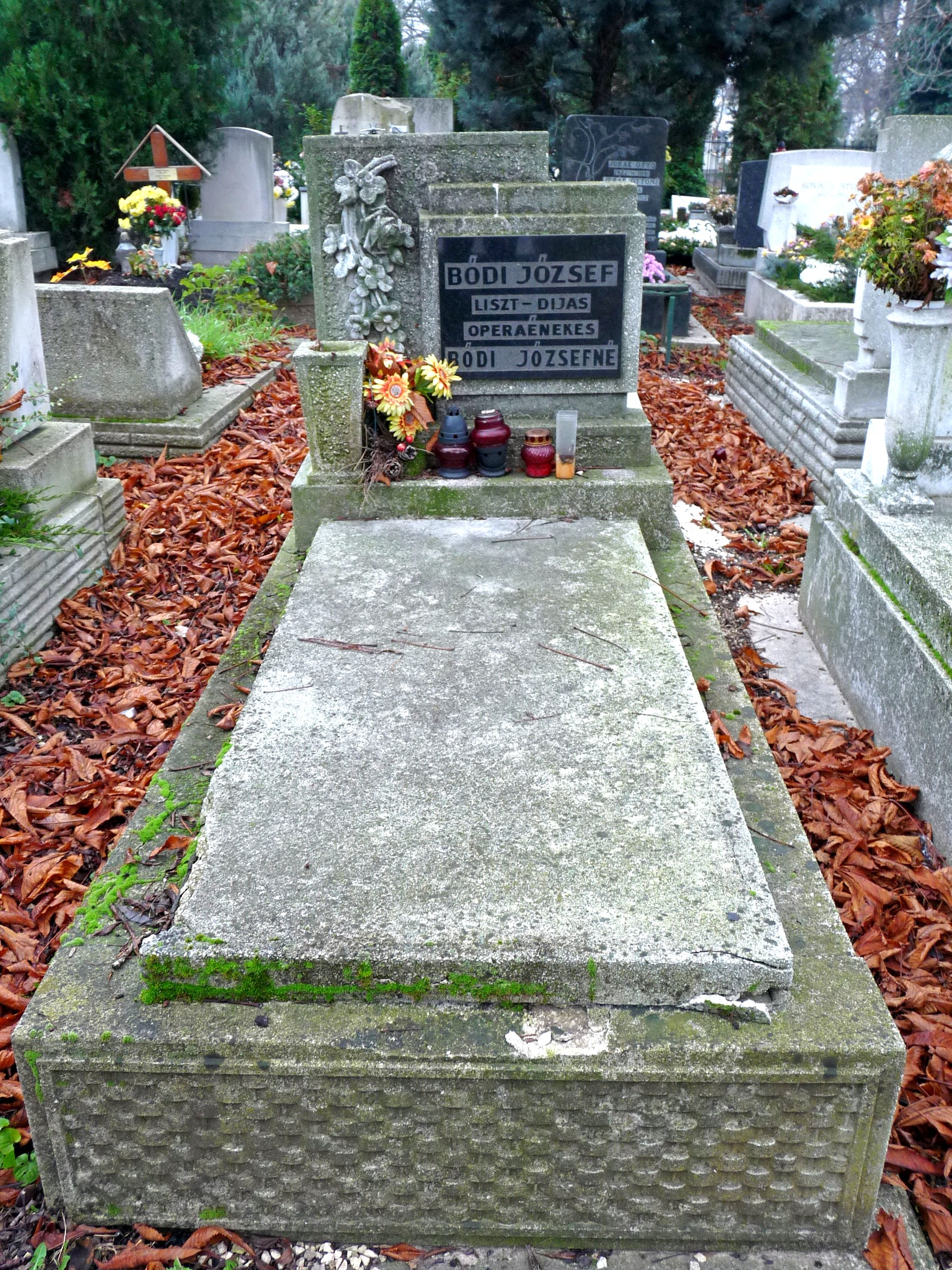
Síremléke az Óbudai temetőben (11/2-1-35)

## Főbb szerepei
- Beethoven: Fidelio — Rocco
- Csajkovszkij: Jevgenyij Anyegin — Gremin herceg
- Mozart: Szöktetés a szerájból — Ozmin
- Mozart: Don Juan — A kormányzó
- Mozart: A varázsfuvola — Sarastro
- Muszorgszkij: Hovanscsina — Doszifej
- Muszorgszkij: Borisz Godunov — Pimen
- Ránki György: Az ember tragédiája — Gábor főangyal; 2. gyáros; Luther
- Szokolay: Vérnász — A menyasszony apja; 3. favágó
- Szokolay: Hamlet — Hamlet atyjának szelleme
- Verdi: Rigoletto — Sparafucile
- Verdi: Simon Boccanegra — Fiesco
- Verdi: Don Carlos — II. Fülöp
- Verdi: Otello — Lodovico
- Richard Wagner: A nürnbergi mesterdalnokok — Éji őr

## Díjai
- Liszt Ferenc-díj (1965)